# Titus Pactumeius Magnus
Titus Pactumeius Magnus war ein im 2. Jahrhundert lebender römischer Politiker.
Ein Militärdiplom, datiert auf den 23. März 179, und einige Papyrustexte belegen, dass Pactumeius Magnus von 176 bis 179 Praefectus Aegypti, also Statthalter der Provinz Aegyptus war. Auf ihn geht ein Edikt aus dem Jahr 176 zurück, das für alle Kläger bestimmte, dass ab Zugang der gerichtlichen Vorladung eine zehntägige Frist für den Gerichtsvortrag einzuhalten war. Er wurde durch Commodus in den Senat aufgenommen und war 183 zusammen mit Lucius Septimius Flaccus Suffektkonsul. Commodus ließ ihn zu einem späteren Zeitpunkt hinrichten.